# Qi (stato)
Qi (齊S, QíP) fu un potente stato cinese del Periodo delle primavere e degli autunni e del Periodo dei regni combattenti. La sua capitale era Linzi, parte della odierna città di Zibo nella provincia di Shandong. 
A partire dall'8 d.C. e per oltre 600 anni Zibo fu la capitale dello Stato di Qi. La città divenne famosa per la produzione di ceramiche e di lacche.
Lo Stato di Qi, uno dei numerosi stati della dinastia Zhou, fu fondato intorno al 1046 a.C. Il suo primo sovrano fu Jiāng Shang, Il più potente funzionario del tempo. La famiglia Jiāng regnò per diversi secoli sullo Stato di Qi, e fu seguita dalla famiglia Tian nel 384 a.C., che dovette tenere testa ai potenti stati rivali.
Nel 288 a.C., il re Min di Qi è dichiarato Imperatore dell'Est, mentre il sovrano di Qin è considerato come l'Imperatore dell'Ovest.
La sconfitta dello Stato di Qi, che viene conquistato nel 221 a.C. dallo Stato di Qin, completa l'unificazione della Cina.

## Sovrani di Qi

### Famiglia Jiāng (姜)

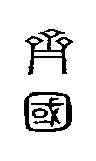
Stato di Qi
(caratteri da sigillo, 220 a.C.)

- Jiāng Zǐyá (姜子牙), Jiāng Shàng (姜尚), Duca Tài di Qi (齊太公) (dal 1046 a.C.)
- Jiāng Jí (姜伋), Duca Dīng di Qi (齊丁公) (dal 999 a.C.)
- Jiāng Dé (姜得), Duca Yǐ di Qi (齊乙公)
- Jiāng Címǔ (姜慈母), Duca Guǐ di Qi (齊癸公)
- Jiāng Bùchén (姜不辰), Duca Āi di Qi (齊哀公)
- Jiāng Jìng (姜靜), Duca Hú di Qi (齊胡公) (862—860 a.C.)
- Jiāng Shān (姜山), Duca Xiàn di Qi (齊獻公) (859-851 a.C.)
- Jiāng Shòu (姜壽), Duca Wǔ di Qi (齊武公) (850-825 a.C.)
- Jiāng Wújì (姜無忌), Duca Lì di Qi (齊厲公) (824-816 a.C.)
- Jiāng Chi (姜赤), Duca Wen di Qi (齊文公) (815-804 a.C.)
- Jiāng Tuō o Shuō(姜脫/說), Duca Chéng di Qi (齊成公) (803-795 a.C.)
- Jiāng Gòu (姜購), Duca Zhuāng di Qi (齊前莊公) (794-731 a.C.)
- Jiāng Lùfǔ (姜祿甫), Duca Xī di Qi (齊僖公) (730-698 a.C.)
- Jiāng Zhū'er (姜诸儿), Duca Xiāng di Qi (齐襄公) (698-686 a.C.)
- Jiāng Xiǎobái (姜小白), Duca Huán di Qi (齐桓公) (685-643 a.C.)
- Jiāng Zhāo (姜昭), Duca Xiao di Qi (齊孝公) (643-633 a.C.)
- Jiāng Pān (姜潘), Duca Zhāo di Qi (齊昭公) (632-613 a.C.)
- Jiāng Shāngrén (姜商人), Duca Yì di Qi (齊懿公) (612-609 a.C.)
- Jiāng Yuán (姜元), Duca Huì di Qi (齊惠公) (608-599 a.C.)
- Jiāng Wúyě (姜無野), Duca Qǐng di Qi (齊頃公) (598-582 a.C.)
- Jiāng Huán (姜環), Duca Líng di Qi (齊靈公) (581-554 a.C.)
- Jiāng Guāng (姜光), Duca Zhuāng di Qi (齊莊公) (553-548 a.C.)
- Jiāng Chǔjiù (姜杵臼), Duca Jǐng di Qi (齊景公) (547-490 a.C.)
- Jiāng Tú (姜荼), Yàn Rúzǐ di Qi (齊晏孺子) (489 a.C.)
- Jiāng Yángshēng (姜陽生), Duca Dào di Qi (齊悼公) (488-485 a.C.)
- Jiāng Rén (姜壬), Duca Jiǎn di Qi (齊簡公) (484-481 a.C.)
- Jiāng Ào (姜驁), Duca Píng di Qi (齊平公) (480-456 a.C.)
- Jiāng Jī (姜積), Duca Xuān di Qi (齊宣公) (455-405 a.C.)
- Jiāng Dài (姜貸), Duca Kāng di Qi (齊康公) (404-379 a.C.)

### Famiglia Tián （田)
- Tián Hé (田和), Duca Tián Tài di Qi (田齊太公) (fino al 384 a.C.)
- Tián Yǎn (田剡), Duca Fèi di Qi (齊廢公) (383-375 a.C.)
- Tián Wǔ (田午), Duca Huán di Qi (齊桓公) (374-357 a.C.)
- Tián Yīnqí (田因齊), re Wēi di Qi (齊威王) (356-320 a.C.)
- Tián Pìqiáng (田辟彊), re Xuān di Qi (齊宣王) (319-301 a.C.)
- Tián Dì (田地), re Mǐn di Qi (齊湣王), "Imperatore dell'Est" (300-284 a.C.)
- Tián Fǎzhāng (田法章), re Xiāng di Qi (齊襄王) (283-265 a.C.)
- Tián Jiàn (田建), re di Qi (齊王建) (264-221 a.C.)

## Archeologia
Nelle campagne attorno a Zibo si possono trovare oltre 100 tombe risalenti al Periodo Qi, tra le maggiori vi sono le Tombe dei due Re (Erwang Zong), dove si trovano sepolti i due duchi Huan (regnante tra il 685 a.C. ed il 643 a.C.) e Jinggong (regnante tra il 547 a.C. ed il 490 a.C.). Altra tomba da ricordare quella di Guan Zhong (morto nel 645 a.C.).